# Kfz-Kennzeichen (Saudi-Arabien)

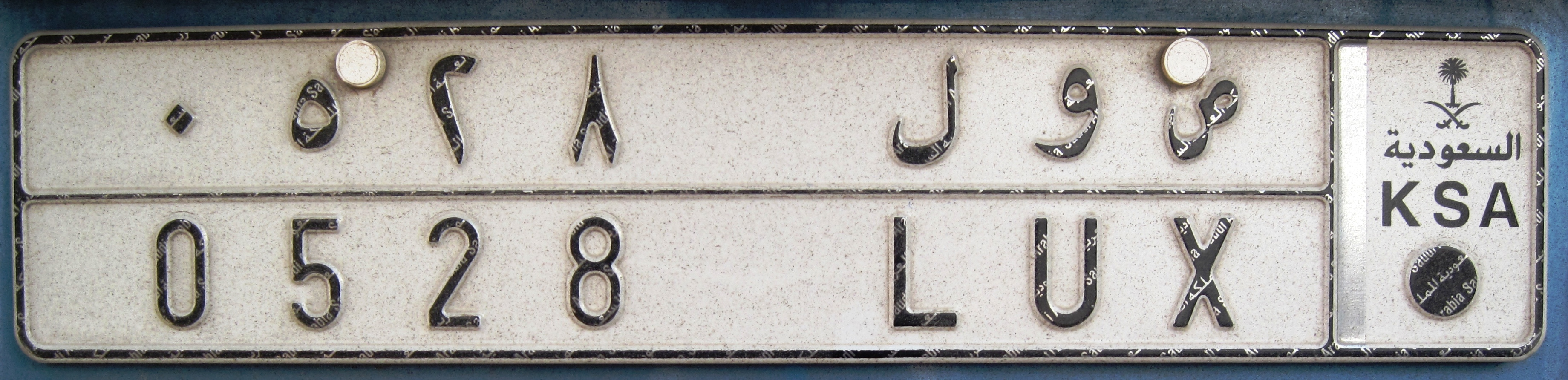
Kfz-Kennzeichen aus Saudi-Arabien

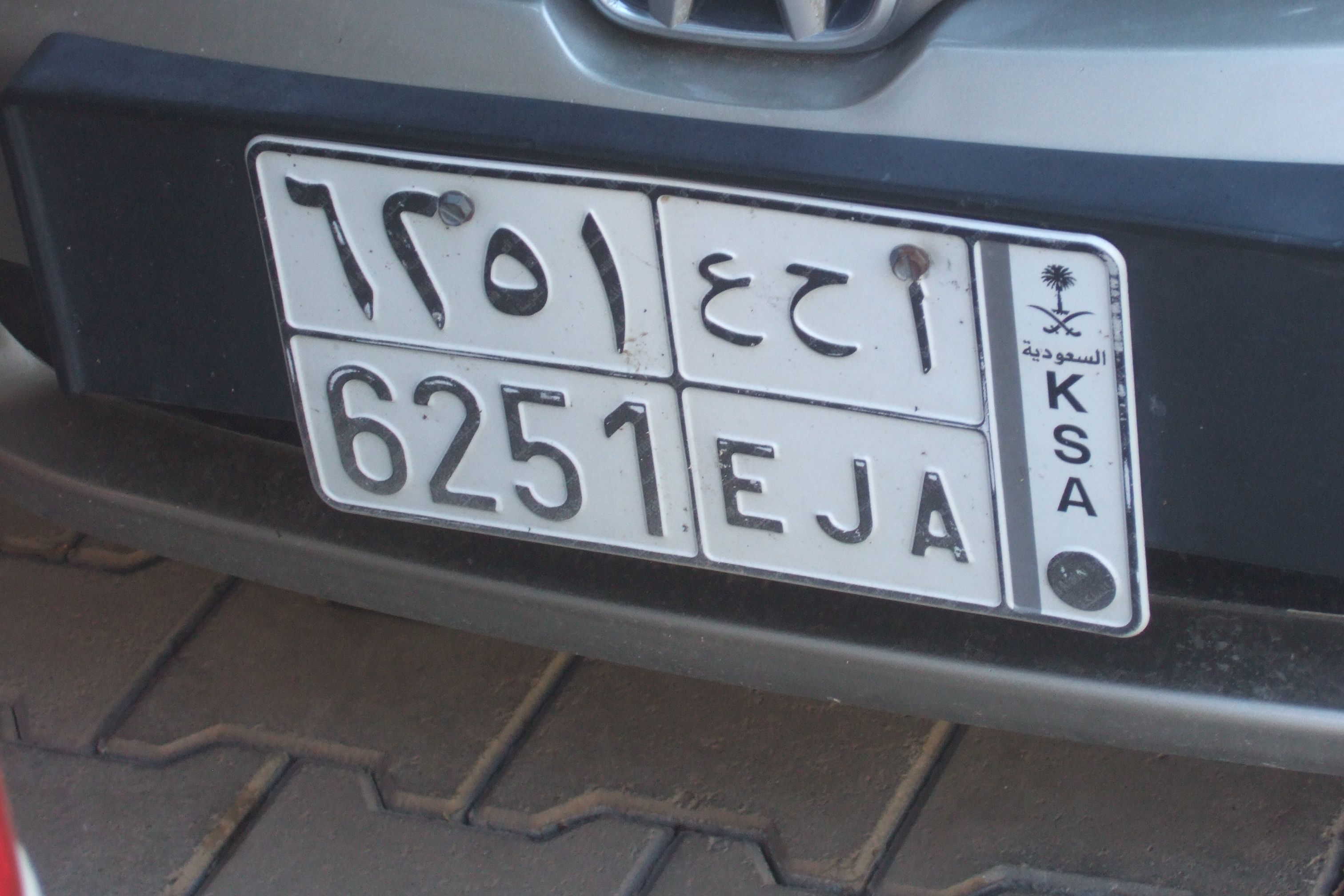
Kfz-Kennzeichen aus Saudi-Arabien

Die Kfz-Kennzeichen von Saudi-Arabien werden seit 2012 von der Government Printing Press in Riad hergestellt. Die Schilder besitzen einen weißen Hintergrund, schwarze Aufschrift und sind in fünf Felder geteilt. Sie sind stets zweisprachig in arabischer (obere Zeile) und in lateinischer Schrift (untere Zeile). Die eigentliche Registrierungsbezeichnung besteht aus vier Ziffern und drei Buchstaben. Am rechten Rand befindet sich ein weißes Feld mit dem saudischen Wappen, dem Nationalitätszeichen KSA für englisch Kingdom of Saudi Arabia und einem schwarzen Kreis. Die Farbe dieses Feldes und das geometrische Symbol unterscheiden sich je nach Fahrzeugart. Bei Export-Kennzeichen erscheint an Stelle des Kreises ein Dreieck mit nach links weisender Spitze, der Hintergrund ist grau. Fahrzeuge des öffentlichen Personentransports zeigen einen gelben Streifen am rechten Rand und ein Dreieck mit nach oben gerichteter Spitze. Lkw-Kennzeichen besitzen einen hellblauen Rand mit nach unten zeigendem Dreieck.
Um die Fälschungssicherheit zu gewährleisten, weisen die Schilder ein Hologramm auf. Saudische Nummernschilder werden sowohl in US-Größe (12 × 6 ") als auch im europäischen Standardmaß (520 × 110 mm) vergeben. Bei der Langversion befindet sich der Abschnitt mit Wappen und Nationalitätszeichen in der Mitte des Schildes.
| Verwendung                     | Farbe | Bild 550 × 110 mm | Bild 335 × 155 mm |
| ------------------------------ | ----- | ----------------- | ----------------- |
| Privatfahrzeuge                | weiß  |                   |                   |
| Öffentlicher Personentransport | gelb  |                   |                   |
| Kommerziell genutzte Fahrzeuge | blau  |                   |                   |
| Temporäre Kennzeichen          | grau  |                   |                   |
| Diplomatenkennzeichen          | grün  |                   |                   |